# Centrum för lättläst
Centrum för lättläst var en svensk stiftelse, som med statligt stöd hade till uppgift att göra nyhetsinformation och litteratur tillgängligt för de som av olika orsaker har svårt att läsa. Enligt stadgarna hade stiftelsen till ändamål att äga och ge ut en nyhetstidning för personer med funktionsnedsättning samt att ge ut lättlästa böcker (LL-böcker). Verksamheten bedrevs utan vinstsyfte och inom ramen för det avtal som träffats mellan staten och stiftelsen. Det fullständiga namnet var Stiftelsen för lättläst nyhetsinformation och litteratur (organisationsnummer 802012-6416). Riksdagen beslutade den 18 juni 2014 att stiftelsen ska avvecklas.

## Historia
1968 gavs den första LL-boken ut (en lättläst version av Per Anders Fogelströms Sommaren med Monika). Utgivningen av LL-böcker sköttes under 70-talet av LL-gruppen som var en del av Skolöverstyrelsen. LL-gruppens arbete bestod av att ge stöd till förlag som gav ut lättlästa böcker. 
1984 startades den lättlästa nyhetstidningen 8 sidor och 1987 beslutade en enig riksdag att starta Centrum för lättläst (som fram till 1997 kallade sig LL-stiftelsen) för att ta hand om 8 SIDOR och ta över ansvaret för LL-böckerna. 
1991 beslöts att utgivningen av LL-böcker skulle ske i ett eget förlag, LL-förlaget som blev en del av Centrum för lättläst. 
Sedan slutet av 1990-talet driver Centrum för lättläst en affärsmässig uppdragsverksamhet (Lättläst-tjänsten) som på uppdrag bearbetar texter från myndigheter, företag och organisationer till lättläst svenska. Lättläst-tjänsten håller också utbildningar i att skriva lättläst svenska. 
Centrum för lättläst har 24 anställda och omsätter 33,8 miljoner fördelat på 8 SIDOR – 14,7 miljoner , LL-förlaget – 16,1 miljoner och Lättläst-tjänsten – 3,0 miljoner. 18,3 miljoner är statliga bidrag.
Centrum för lättläst sorterar under Kulturdepartementet. 
I augusti 2013 presenterades en utredning (SOU 2013:58 Lättläst) som föreslog att Centrum för lättläst skulle överföras till MTM (Myndigheten för tillgängliga medier) som ett nationellt kunskapscentrum för lättläst. Den 18 mars lämnade regeringen propositionen Lättare att läsa till riksdagen. Den 18 juni fattade riksdagen ett beslut om framtiden för lättläst. Beslutet innebar att verksamheten vid Centrum för lättläst skulle överföras till MTM, Myndigheten för tillgängliga medier (undantaget 8 Sidor vars framtid skulle utredas vidare) och att stiftelsen skulle avvecklas. 

## Verksamhet

### 8 Sidor
8 sidor är en nyhetstidning på lättläst svenska. Tidningen utkommer en gång i veckan, på onsdagar. Upplagan är omkring 10 000 exemplar. Varje vardag publicerar 8 Sidor nyheter på sin webbplats, som har knappt 4000 unika besökare varje dag. Från 1 januari 2015 ansvarar MTM, Myndigheten för tillgängliga medier, för utgivningen av 8 Sidor.

### LL-förlaget
LL-förlaget är ett förlag specialiserat på lättlästa böcker. Förlaget ger ut ett trettiotal titlar varje år och utgivningen skall täcka de flesta genrer och vända sig till både unga och vuxna läsare. Från 1 januari 2015 är LL-förlaget en del av MTM, Myndigheten för tillgängliga medier.

### Lättläst-tjänsten
Lättläst-tjänsten erbjöd tjänster inom textproduktion, utbildning, rådgivning och certifiering. Lättläst-tjänstens verksamhet upphörde 1 januari 2015.